# Central, Bahia
Central là một đô thị thuộc bang Bahia, Brasil. Đô thị này có diện tích 606,999 km², dân số năm 2007 là 17259 người, mật độ 28,43 người/km².